# Premio Loebner

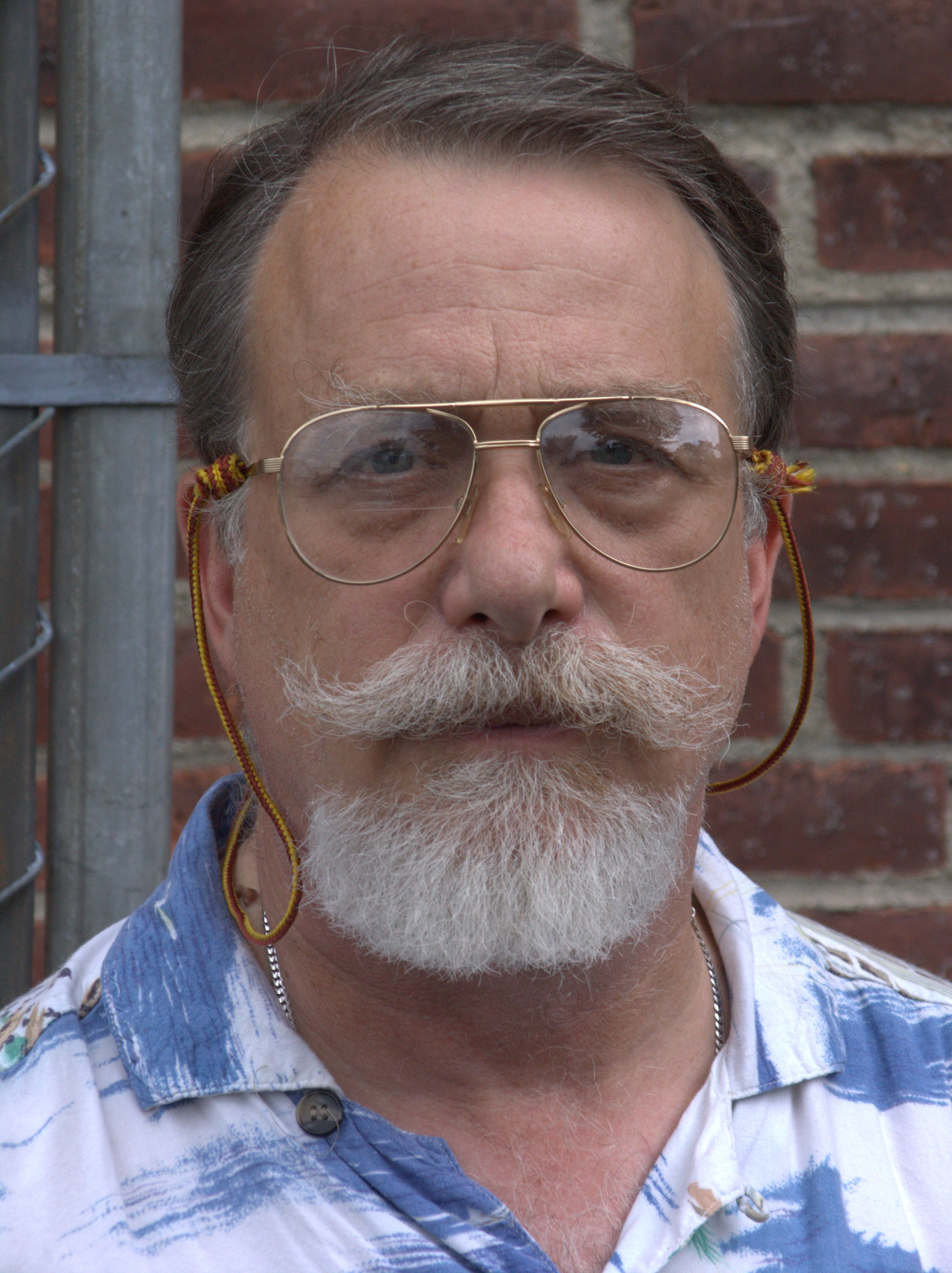
Hugh Loebner, patrocinador del concurso.

El Premio Loebner era una competición de carácter anual que concede premios a un programa de ordenador que esté considerado por el jurado que lo compone, como el más inteligente de los que se han presentado. El formato de la competición sigue el estándar establecido en el test de Turing. Un juez humano se enfrenta a dos pantallas de ordenador, una de ellas que se encuentra bajo el control de un ordenador, y la otra bajo el control de un humano. El juez plantea preguntas a las dos pantallas y recibe respuestas. Sobre la base de las respuestas, el juez debe decidir qué pantalla es la controlada por el ser humano y cual es la controlada por el programa de ordenador.
El concurso se inició por primera vez en 1990, patrocinado por Hugh Loebner junto con el Centro de Estudios del Comportamiento de Cambridge, en Massachusetts, Estados Unidos. Desde entonces se ha asociado con Universidad Flinders, el Dartmouth College, el Museo de Historia Natural de Londres, y, más recientemente, la Universidad de Reading. La dirección del comité organizador del concurso corrió durante las tres primeras ediciones a cargo del filósofo Daniel Dennett.
En el campo de la inteligencia artificial, sobre el Premio Loebner existe una amplia controversia, y el más prominente de sus críticos, Marvin Minsky, ha mantenido que es un mero truco publicitario que no ayuda en nada al desarrollo de esta ciencia.

## Premios
Los premios para cada año son:
- Medalla de bronce, y una cantidad que inicialmente fue de 2.000 dólares USA para el programa más parecido a un ser humano de entre todos los presentados de ese año. En 2005, el premio fue aumentado a 3.000$. En la edición de 2011 fueron 5.000$ USA. En 2016 el primer premio ascendió a 4.000$ USA, el segundo a 1.500$ USA, el tercero a 1.000$ USA y el cuarto a 500$ USA.[1]

- no hay medalla de plata

- Medalla de oro y 100.000$ para el primer programa que los jueces no puedan distinguir de un ser humano verdadero en un Test de Turing, que incluya descifrar y la comprensión del texto, con entradas visual y auditiva. Este premio se otorgará una sola vez, y aún no ha sido concedido.

El Premio Loebner se disolverá una vez que el premio de 100.000 dólares, con la medalla de oro, sea adjudicado.

## Edición 2016
Los tres primeros premios fueron para los siguientes robots conversacionales:
- El ganador fue Steve Worswick con Mitsuko.
- La segunda posición fue para Tutor.
- La tercera posición fue para Rosa.
- La cuarta posición fue para Arckon.

## Edición 2015
Los tres primeros premios fueron para los siguientes robots conversacionales:
- El ganador fue Bruce Wilcox con Rose.
- La segunda posición fue para Mitsuko.
- La tercera posición fue para Izar y Lisa.

## Edición 2014
Los premios fueron adjudicados en Bletchley Park, el sábado 15 de noviembre de 2014 a los siguientes robots conversacionales:
- Primer puesto: Bruce Wilcox, con Rose. Recibió un premio de 4.000$ y la medalla de bronce.
- Segundo puesto: Brian Rigsby, con Izar. Recibió un premio de 1.500$.
- Tercer puesto: Will Rayer, con Uberbot. Recibió un premio de 1.000$.
- Cuarto puesto: Steve Worswick, con Mitsuku. Recibió un premio de 500$.

## Edición 2013
Los premios correspondientes a la edición de 2013 fueron adjudicados a las siguientes personas:
- Primer puesto, a Steve Worswick, con Mitsuku (Yorkshire, England).
- Segundo puesto, al Doctor Ron C. Lee, con Tutor (California, EE. UU.).
- Tercer puesto, a Bruce Wilcox, con Rose (California, EE. UU.).
- Cuarto puesto, a Biran Rigsby, con Izar (Ozark, Misuri).

## Edición 2012
Se celebró el lunes 5 de marzo de 2012 en Bletchley Park, Reino Unido, en el marco de los festejos conmemorativos del Año de Alan Turing, con motivo del centenario de su nacimiento. Los premios ofrecidos en esta edición fueron:
- Primer puesto: 5.000 dólares USA, y medalla de bronce. Lo ganó Mohan Embar con Chip Vivant!.
- Segundo puesto: 1.000 dólares USA. Lo recibió Bruce Wilcox con Ángela.
- Tercer puesto: 750 dólares USA.
- Cuarto puesto: 250 dólares USA.
- Los premios excepcionales usuales.

## Edición 2011
Se celebró el miércoles 19 de octubre de 2011 en Exeter, Reino Unido, en la Universidad de Exeter. Los cuatro aspirantes clasificados para dicha competición fueron:
- Bruce Wilcox, con Rosette, que resultó ganador, con 4.000$ y medalla de bronce.
- Adeena Mignogna, con Zoe, que obtuvo el segundo puesto dotado con 1.000$.
- Mohan Embar, con  ChipVivant, en tercera posición con 500$.
- Ron Lee, con Tutor, en cuarta posición con 250$.

## Edición 2010
Se celebró el sábado 23 de octubre de 2010 en Los Ángeles, California, en la Universidad Estatal de California, en Los Ángeles. El ganador fue Bruce Wilcox, con el programa Suzette.
Los cuatro aspirantes clasificados para dicha competición fueron:
- Richard Wallace, con alicebot.
- Robert Medeksza, con zabaware.
- Rollo Carpenter.
- Bruce Wilcox.

## Edición 2009
Tuvo lugar el domingo 6 de septiembre en el Brighton Centre, de Brighton, Reino Unido. El ganador final fue David Levy, quedando en segundo lugar Rollo Carpenter. David Levy, maestro internacional de ajedrez, ya había ganado el premio en 1997. Sólo hubo tres participantes, con el resultado:
- David Levy, con Do-Much-More. Resultado: 4.5.
- Rollo Carpenter. Resultado: 5.
- Mohan Embar. Resultado: 5.5.

## Edición 2008
La competición del año 2008 se celebró el domingo 12 de octubre en la Universidad de Reading, Reino Unido. En este evento, codirigido por Kevin Warwick, se ha incluido un desafío directo al Test de Turing, tal y como fue propuesto inicialmente por Alan Turing. Se presentaron 13 candidatos, siendo seleccionados 6 finalistas. El ganador final, el programa alemán Elbot, recibió 3.000,00$ y una medalla de bronce, tras haber sido capaz de engañar al 25% de los jueces, que creían estar conversando con un humano.

## Edición 2007
La competición del año 2007 tuvo lugar el domingo, 21 de octubre en Nueva York. Los participantes fueron:
- Rollo Carpenter, con Jabberwacky
- Noah Duncan, con Cletus
- Robert Medeksza con Ultra Hal Assistant

Ninguno alcanzó la clasificación del "mas humano", y las calificaciones fueron:
- Primer puesto: Robert Medeksza
- Segundo puesto: Noah Duncan
- Tercer puesto: Rollo Carpenter

## Ganadores
| Año  | Ganador          | Programa     |
| ---- | ---------------- | ------------ |
| 1991 | Joseph Weintraub | PC Therapist |
| 1992 | Joseph Weintraub | PC Therapist |
| 1993 | Joseph Weintraub | PC Therapist |
| 1994 | Thomas Whalen    | TIPS         |
| 1995 | Joseph Weintraub | PC Therapist |
| 1996 | Jason Hutchens   | HeX          |
| 1997 | David Levy       | Converse     |
| 1998 | Robby Garner     | Albert One   |
| 1999 | Robby Garner     | Albert One   |
| 2000 | Richard Wallace  | ALICE        |
| 2001 | Richard Wallace  | ALICE        |
| 2002 | Kevin Copple     | Ella         |
| 2003 | Juergen Pirner   | Jabberwock   |
| 2004 | Richard Wallace  | ALICE        |
| 2005 | Rollo Carpenter  | George       |
| 2006 | Rollo Carpenter  | Joan         |
| 2007 | Robert Medeksza  | Ultra Hal    |
| 2008 | Fred Roberts     | Elbot        |
| 2009 | David Levy       | Do-Much-More |
| 2010 | Bruce Wilcox     | Suzette      |
| 2011 | Bruce Wilcox     | Rosette      |
| 2012 | Mohan Embar      | Chip Vivant! |
| 2013 | Steve Worswick   | Mitsuko      |
| 2014 | Bruce Wilcox     | Rose         |
| 2015 | Bruce Wikcox     | Rose         |
| 2016 | Steve Worswick   | Mitsuko      |
| 2017 | Steve Worswick   | Mitsuko      |
| 2018 | Steve Worswick   | Mitsuko      |